# Aqueduc de Carpentras
L'aqueduc de Carpentras est un élément architectural qui surplombe la rivière l'Auzon, au nord de Carpentras.

## Histoire
L'alimentation en eau de la ville de Carpentras a donné lieu à des aménagements, dès le Moyen Âge. Au début du XIVe siècle, le Pape Clément V fait bâtir à grand frais un canal souterrain dont les tuyaux de terre cuite passaient sur la première arche du pont actuel en utilisant le principe du pont-siphon,,,,. Il permettait d'acheminer les eaux de sources de Caromb (la source des Alps) et du Barroux, vers les fontaines de la ville. Quatre siècles plus tard, devenu obsolète et défectueux, ce premier pont est remplacé par un nouvel aqueduc, dont la construction, d'après les plans de l'ingénieur montpelliérain Jean de Clapiès, débute en 1720,. Le chantier est interrompu en 1721 à cause de la peste, les efforts étant concentrés sur la construction du mur de la peste, et des conséquences du système de Law. Les travaux reprennent en 1729 dans le quartier dénommé par la suite de « l'aqueduc des fontaines de Carpentras »,. L'architecte Antoine d'Allemand, qui fait partie de la noblesse locale, améliore les plans disponibles « pour rendre l'ouvrage plus solide » et dirige les travaux, réalisés par les entrepreneurs Pélissier et Rollin, à partir de 1730,,. Il reste alors à édifier les « dix-sept dernières arches, les plus proches de la ville et les plus imposantes ». La construction de l'aqueduc se termine en 1734. Toutefois, l'eau ne sera disponible dans les fontaines de la ville qu'après 4 ans de travaux supplémentaires de l'aqueduc vers le centre-ville. L'accès à l'eau dans les fontaines de Carpentras étant une « préoccupation principale », la commune a emprunté de façon massive lors de la construction. Ces emprunts continueront de peser lourdement sur les finances de la ville pendant des décennies. Le remboursement des emprunts de « l'aqueduc sur l’Auzon » est effectué en partie par un impôt communal : « la taille des fontaines ». Même si l'ingénieur Antoine d'Allemand a déjà été rémunéré, en reconnaissance du travail effectué, la ville finança, également par emprunt, des travaux qui lui permettront d'avoir un accès privilégié à l'eau potable dans ses deux maisons,,.
Le « pont aqueduc » (ou « pont-canal ») est resté en activité jusqu'en 1893-94.

L'aqueduc est classé au titre des monuments historiques par arrêté du 17 décembre 1947.

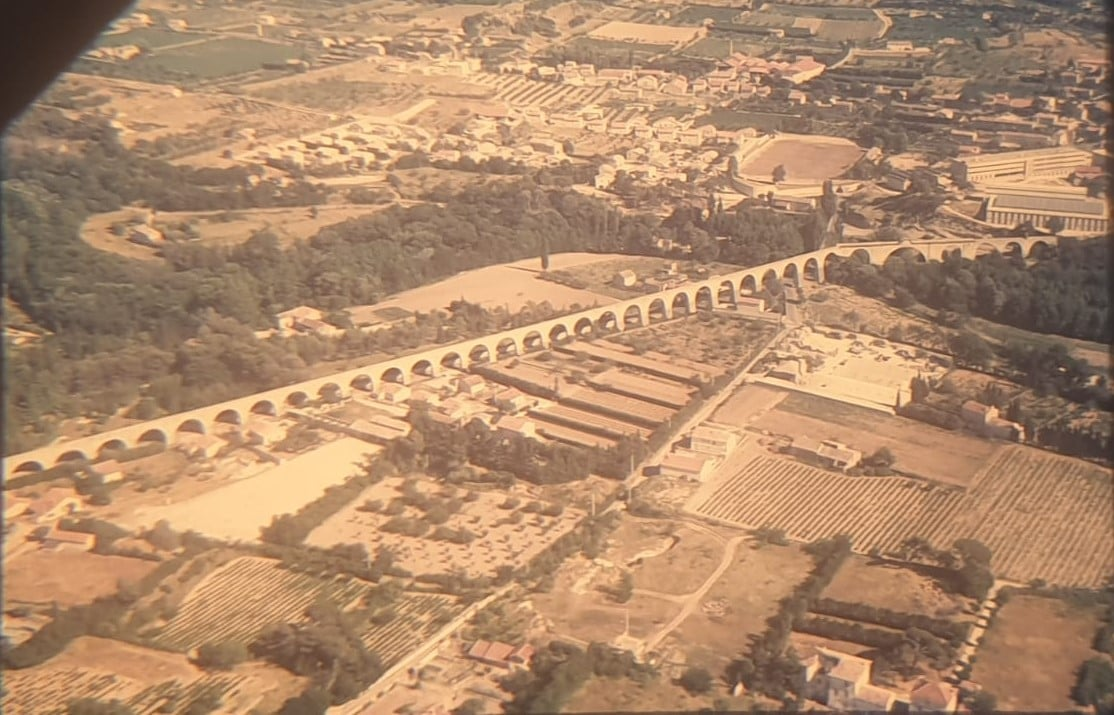
Vue aérienne de l'aqueduc de Carpentras prise en juillet 1966 par Guy Crouzet (inséré dans Wikipédia avec son autorisation)

## Architecture

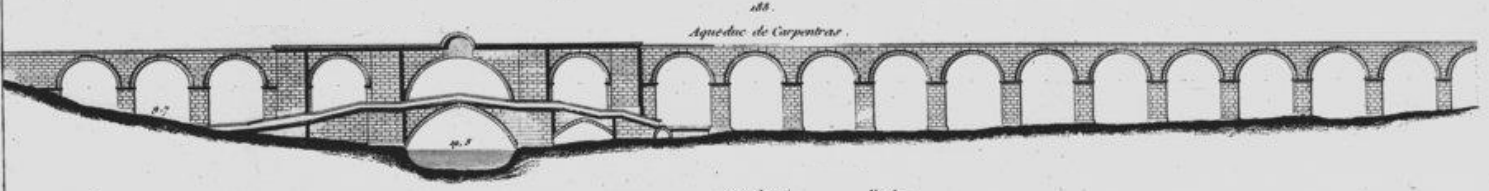
Aqueduc de Carpentras (Vue de côté faisant abstraction du changement de direction avant la traversée de l'Auzon - Gauthrey 1832)

### Description
La longueur sous les arches est de 729 mètres à laquelle il faut rajouter une muraille de 185 mètres. Ce qui donne une longueur totale de 914 mètres,. Il est haut de 23 mètres, au niveau du pont traversant l'Auzon et culmine à 25 mètres à son point le plus haut. Il est composé de 48 arches au total (en fait 46 arches sans compter les deux arches superposées : trente-trois possèdent une arche de 11 mètres de large d'ouverture et 17 mètres de haut, douze une arche de 7 mètres d'ouverture et celle qui traverse l'Auzon forme un arc de cercle de 23 mètres). 

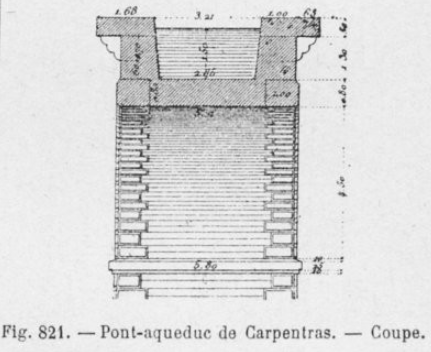
Aqueduc de Carpentras (vue de coupe - Berthot 1898)

### Construction
Les pierres proviennent d'une carrière de Caromb,,.